# Geplooide vrouwenmantel
Geplooide vrouwenmantel (Alchemilla subcrenata) is een kruidachtige vaste plant, die behoort tot de rozenfamilie (Rosaceae).
De soort staat op de Nederlandse Rode lijst van planten als zeer zeldzaam en stabiel. Deze plant is in Nederland wettelijk beschermd sinds 1 januari 2017 door de Wet Natuurbescherming.
De plant komt van nature voor in de gematigde en subarctische gebieden van Europa en in West-Siberie. Het aantal chromosomen is 2n = 96 of 103-110.

## Kenmerken
De geplooide vrouwenmantel is 10 tot 50 cm hoog en vormt een wortelstok. De niervormige bladeren zijn tot 15 cm breed. De rand van het blad is gekarteld. Bovenzijde van de wortelbladen zijn spaarzaam behaard. De stengel van de plant en de steel van de wortelbladen zijn gedeeltelijk bezet met teruggerichte haren.
De kleine geelgroene bloemen bloeien van mei tot in de herfst, die in een gedrongen bijscherm zijn gerangschikt. De bloemen bestaan uit vier kelkbladen en vier bijkelkbladen. De bijkelkbladen zijn veel kleiner dan de kelkbladen. De kelkbuis is kaal.
De vrucht is een eenzadige, 1,7 mm lange en 1 mm brede dopvrucht.

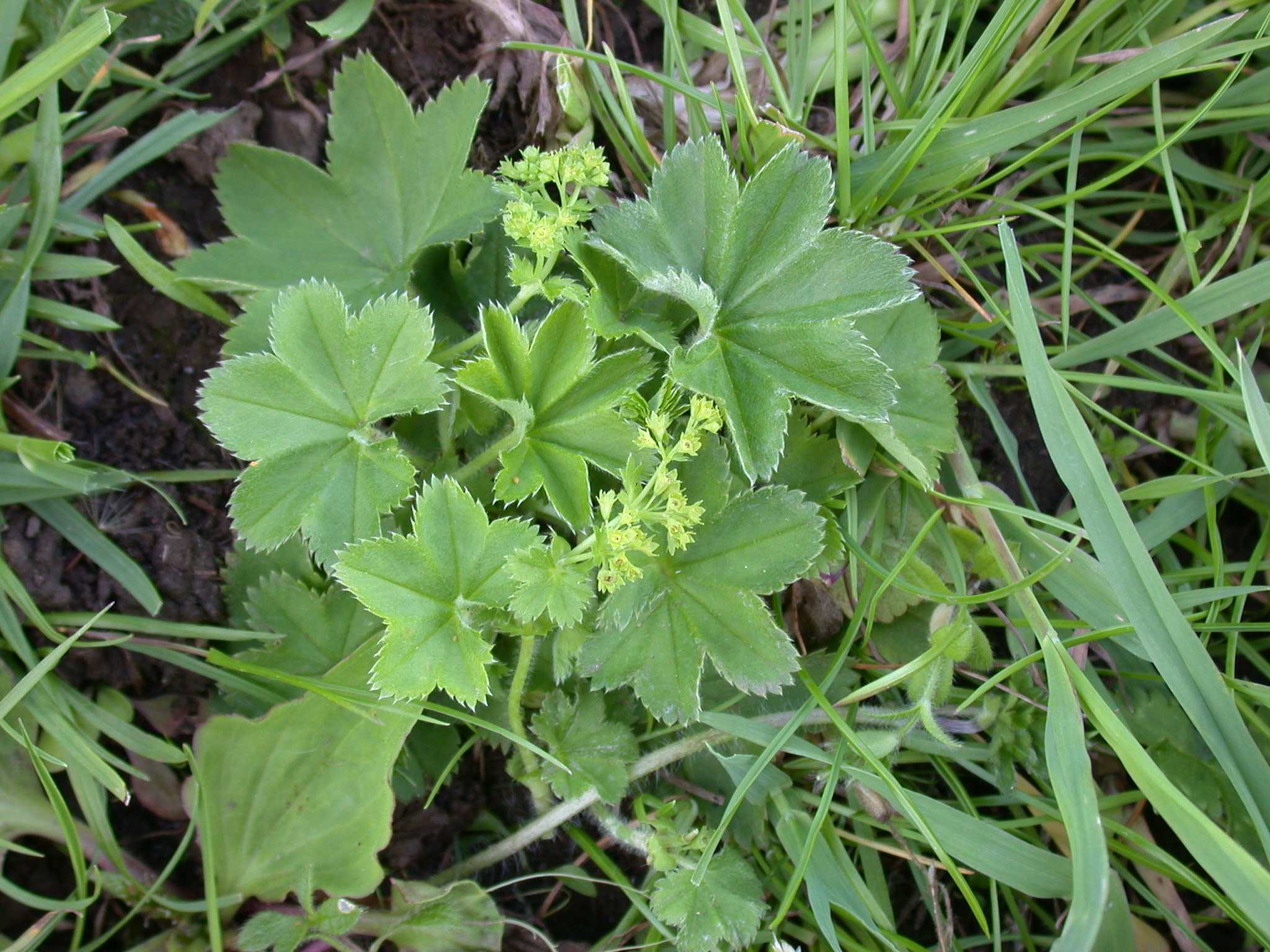
Planten
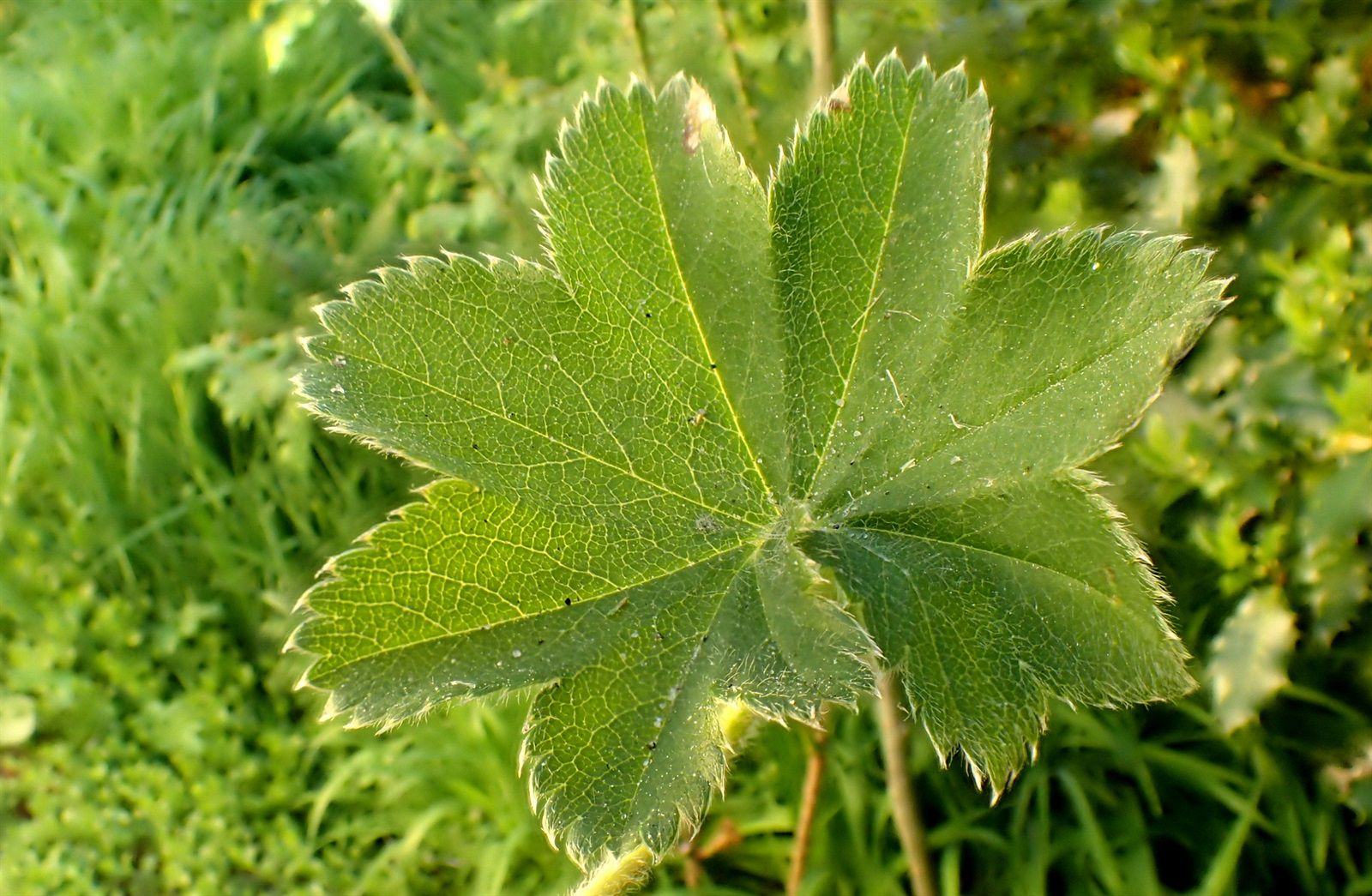
Blad
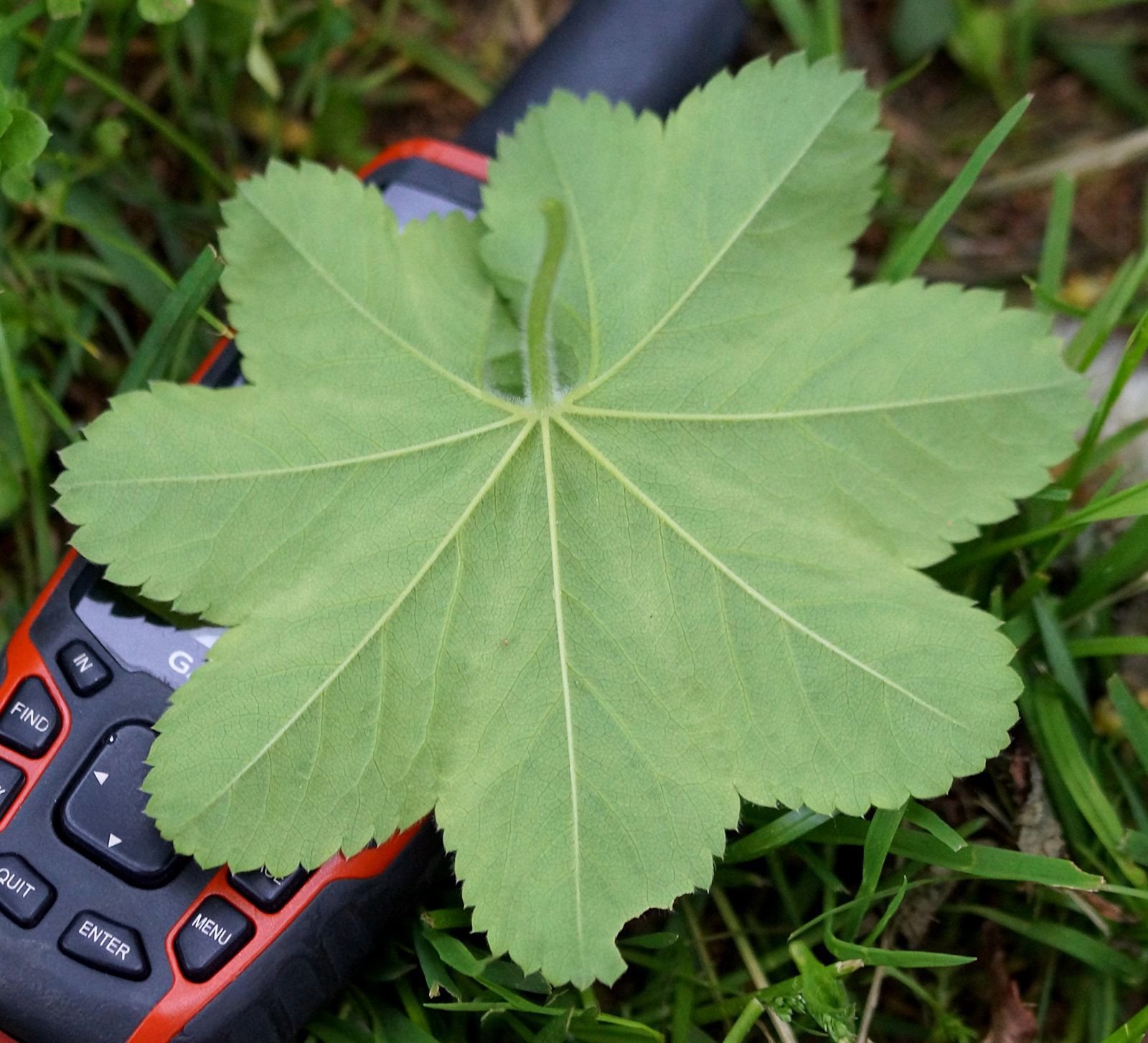
Achterzijde blad
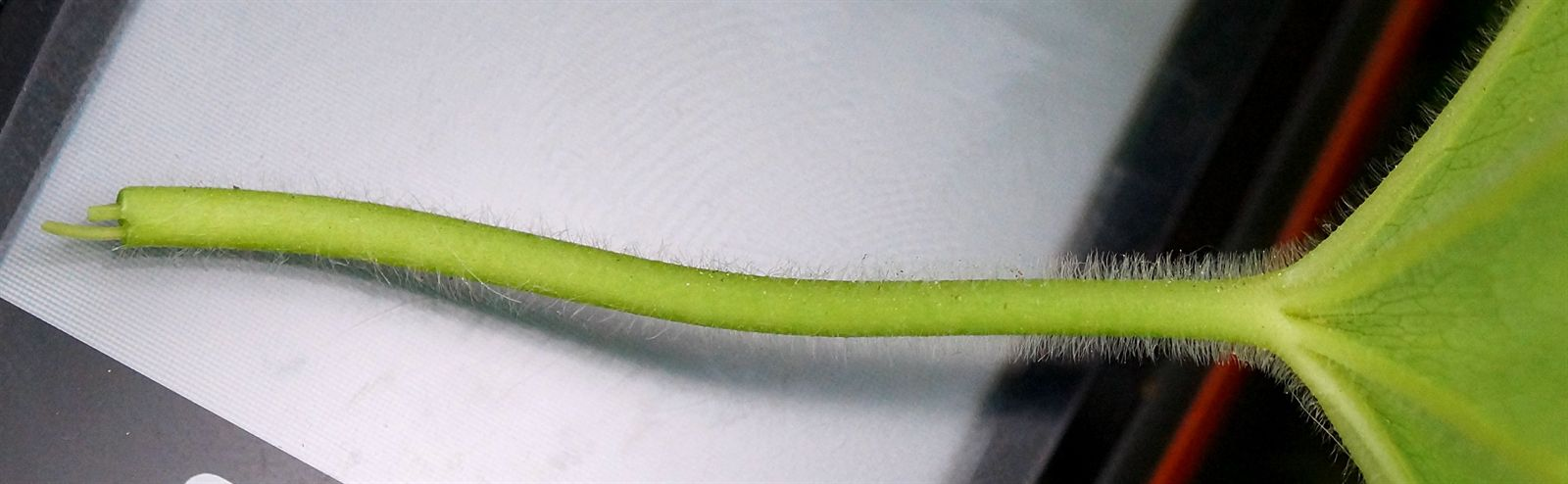
Bladsteel
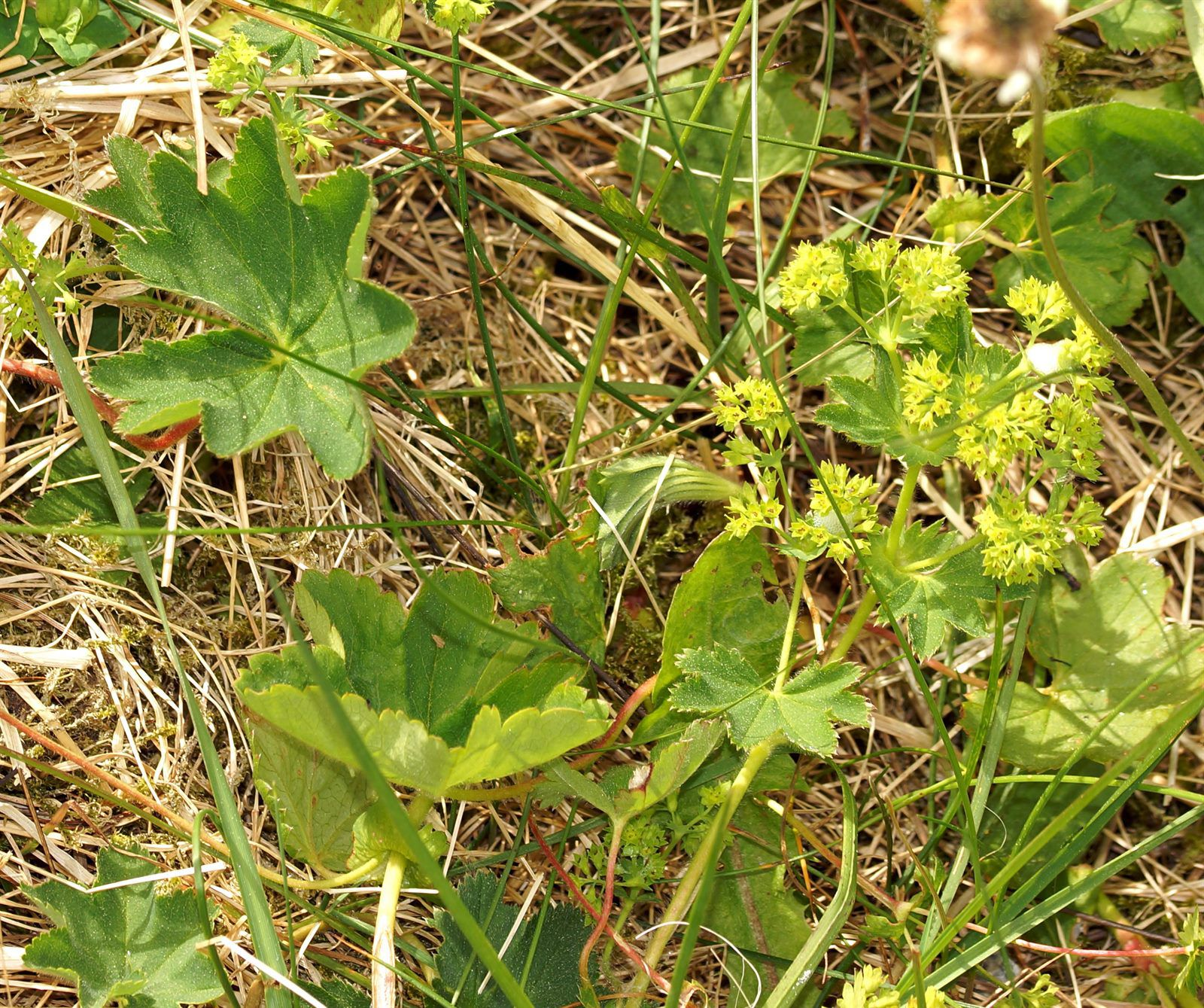
Bloeiwijze
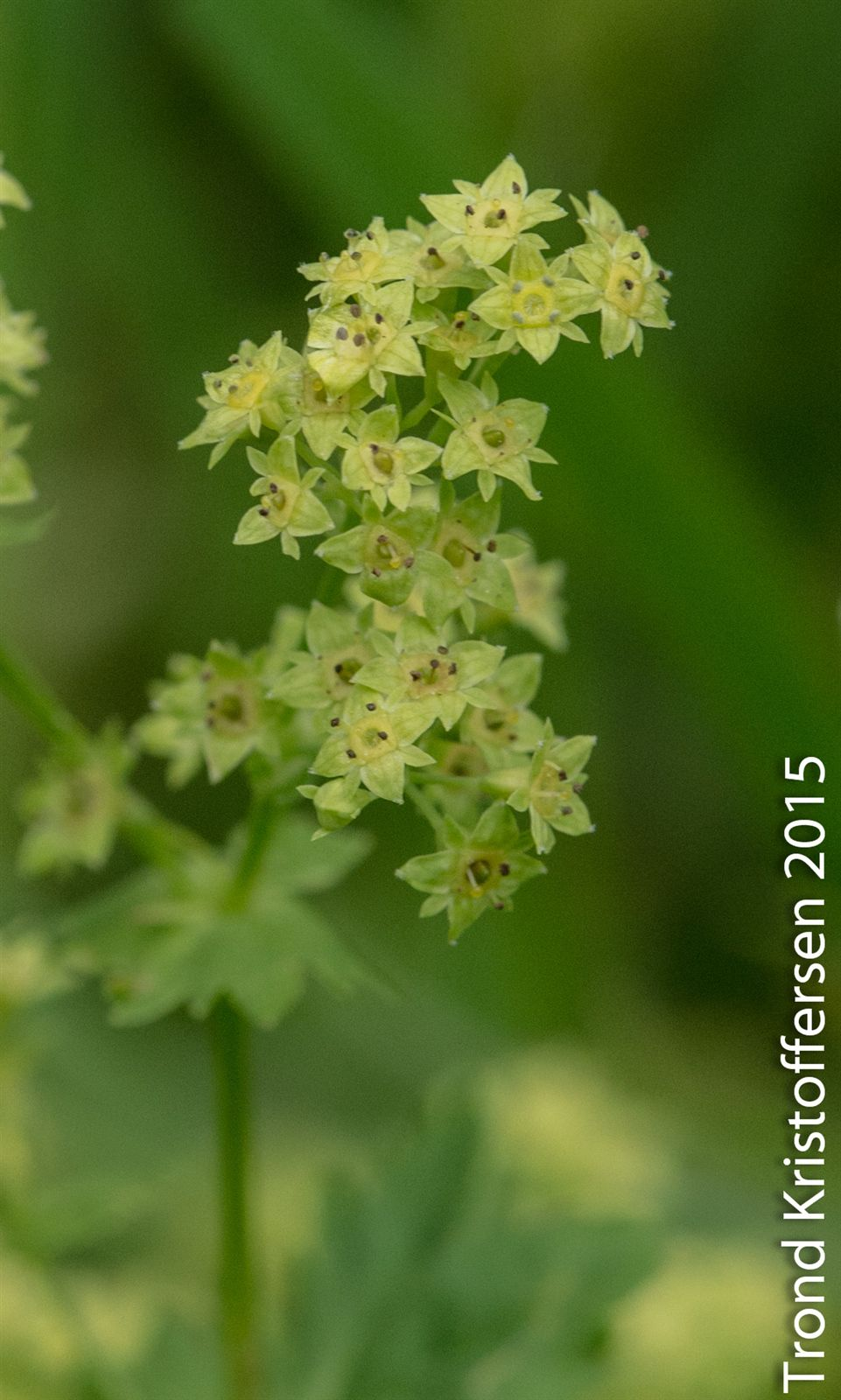
Bloemen
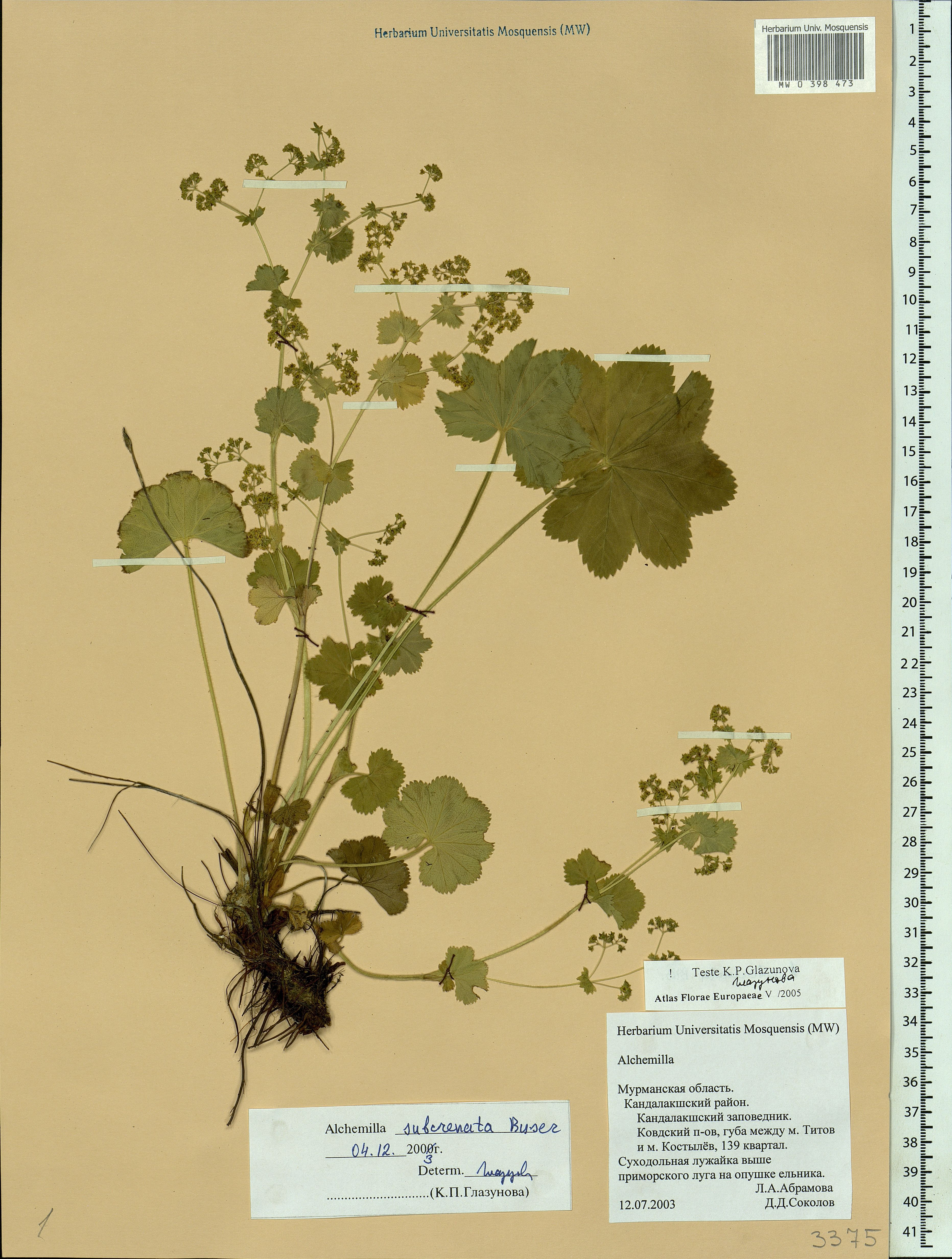
Herbarium
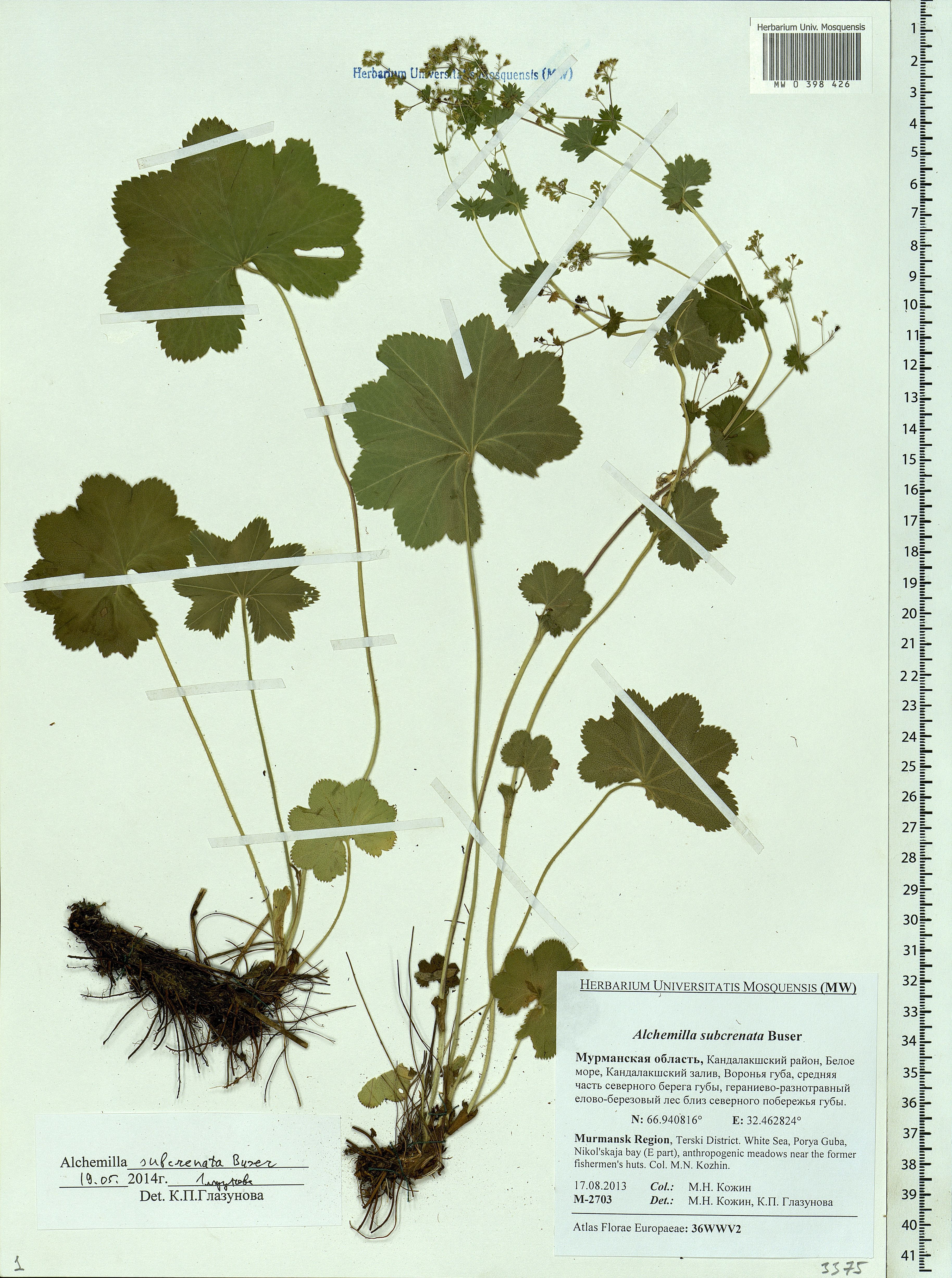
Herbarium

De plant komt voor op natte tot vochtige graslanden, slootkanten en beekoevers.